# Thượng Hồng (xã)
Thượng Hồng là một xã thuộc thành phố Hải Phòng, Việt Nam.

## Địa lý
Xã Thượng Hồng nằm ở phía tây của thành phố Hải Phòng, có vị trí địa lý:
- Phía tây giáp các xã Ân Thi, Nguyễn Trãi và Phạm Ngũ Lão của tỉnh Hưng Yên.
- Phía đông giáp xã Nguyễn Lương Bằng.
- Phía nam giáp các xã Hải Hưng và xã Bắc Thanh Miện.
- Phía bắc giáp các xã Đường An.

## Lịch sử
Ngày 16 tháng 6 năm 2025, Ủy ban Thường vụ Quốc hội ban hành Nghị quyết số 1669/NQ-UBTVQH15 về việc sắp xếp các đơn vị hành chính cấp xã của thành phố Hải Phòng năm 2025. Theo đó, sắp xếp toàn bộ diện tích tự nhiên, quy mô dân số của xã Bình Xuyên (huyện Bình Giang), một phần diện tích tự nhiên của xã Thanh Tùng, xã Đoàn Tùng vàphần còn lại củacác xã Thúc Kháng,Thái Minh, Tân Hồng, Thái Dương,Thái Hòa sau khi sắp xếp theo quy định tại khoản 87 Điều này thành xã mới có tên gọi là xã Thượng Hồng.